# Mestna palača, Džaipur
Mestna palača Džaipurja je kraljeva rezidenca in nekdanji upravni sedež vladarjev države Džaipur v Džaipurju, Radžastan. Gradnja se je začela kmalu po ustanovitvi mesta Džaipur pod vladavino maharadže Savai Džai Singha II., ki je leta 1727 preselil svoj dvor v DŽaipur iz Amberja. Džaipur je ostal glavno mesto kraljestva do leta 1949, ko je postal glavno mesto današnje indijske zvezne države Radžastan, pri čemer je mestna palača delovala kot ceremonialni in upravni sedež maharaže Džaipurja. Gradnja palače je bila dokončana leta 1732 in je bila tudi kraj verskih in kulturnih dogodkov, pa tudi pokrovitelj umetnosti, trgovine in industrije. Zgrajena je bila po pravilih vastušastre, ki združuje elemente mogulskega in radžputskega arhitekturnega sloga. Zdaj je v njem muzej Maharaje Savai Man Singha II. in je še vedno dom kraljeve družine Džaipur. Kraljeva družina ima okoli 500 osebnih uslužbencev. Kompleks palače ima več stavb, različna dvorišča, galerije, restavracije in pisarne muzejskega sklada. Muzejski sklad MSMS II vodi predsednik Rajamata Padmini Devi iz Džaipurja (iz Sirmour v Himačal Pradešu). Princesa Diya Kumari vodi Museum Trust kot njegova tajnica in skrbnica. Vodi tudi The Palace School in Maharaja Sawai Bhawani Singh School v Džaipurju. Ustanovila in vodi fundacijo princese Diye Kumari za opolnomočenje prikrajšanih in podzaposlenih žensk v Radžastanu. Je tudi podjetnica. Leta 2013 je bila izvoljena za poslanko zakonodajne skupščine Radžastana iz volilnega okraja Savai Madhopur.

## Zgodovina
Kompleks palače leži v središču mesta Džaipur, severovzhodno od samega središča na 26°55′32″N 75°49′25″E / 26.9255°N 75.8236°E. Mesto za palačo je bilo na mestu kraljeve lovske koče na ravnini, obdani s skalnatim hribom, pet milj južno od Amberja. Zgodovina mestne palače je tesno povezana z zgodovino mesta Džaipur in njegovih vladarjev, začenši z maharadžo Savaijem Džai Singhom II., ki je vladal od leta 1699 do 1744. Pripisujejo mu zasluge za začetek gradnje mestnega kompleksa z gradnjo zunanjega zidu kompleksa, ki se razprostira na več hektarjih. Sprva je vladal iz svoje prestolnice v Amberju, ki leži 11 kilometrov od Džaipurja. Leta 1727 je preselil svojo prestolnico iz Amberja v Džaipur zaradi povečanja števila prebivalstva in vse večjega pomanjkanja vode. Načrtoval je mesto v šestih blokih, ločenih s širokimi avenijami, na klasični podlagi načel Vastušastra in druge podobne klasične razprave pod arhitekturnim vodstvom Vidyadarja Bhattacharya, bengalskega arhitekta iz Naihatija v današnji Zahodni Bengaliji, ki je bil sprva odgovoren uradnik v Amberjevi zakladnici, kasneje pa ga je kralj povišal v glavnega arhitekta.
Po smrti DŽaija Singha leta 1744 so med radžputskimi kralji v regiji potekale medsebojne vojne, vendar so se ohranili prisrčni odnosi z britanskim radžem. Maharadža Ram Singh je stopil na stran Britancev v sepojskem uporu ali vstaji leta 1857 in se uveljavil pri cesarskih vladarjih. Njegova zasluga je, da je mesto DŽaipur, vključno z vsemi njegovimi spomeniki (vključno z mestno palačo), štukaturno pobarvano v rožnato in od takrat se mesto imenuje rožnato mesto. Sprememba barvne sheme je bila kot valižanskemu princu (ki je kasneje postal kralj Edvard VII.) ob njegovem obisku izkazana čast gostoljubja. Ta barvna shema je od takrat postala blagovna znamka mesta Džaipur.
Man Singh II., posvojeni sin maharadže Madho Singha II., je bil zadnji maharadža Džaipurja, ki je vladal iz palače Čandra Mahal v Džaipurju. Ta palača pa je bila še naprej rezidenca kraljeve družine tudi potem, ko se je kraljestvo Džaipur leta 1949 združilo z Indijsko unijo (po indijski neodvisnosti avgusta 1947) skupaj z drugimi državami Radžput Džodhpur, Džaisalmer in Bikaner. Džaipur je postal glavno mesto indijske zvezne države Radžastan in Man Singh II. je za nekaj časa postal Radžapramukh (današnji guverner države), kasneje pa je bil veleposlanik Indije v Španiji.

## rhitektura
Mestna palača je v osrednjem severovzhodnem delu mesta Džaipur, ki je položen v edinstven vzorec s širokimi avenijami. Je edinstven in poseben kompleks več dvorišč, stavb, paviljonov, vrtov in templjev. Najvidnejše in najbolj obiskane strukture v kompleksu so Čandra Mahal, Mubarak Mahal, tempelj Šri Govind Dev in muzej mestne palače.

### Tempelj Govind Dev Dži
Tempelj Govind Dev Dži, posvečen hindujskemu bogu Krišni, je del kompleksa mestne palače. Govind Dev, pomembno božanstvo, predstavljeno na številnih slikah in na velikem piččaviju (naslikanem ozadju), ki je na ogled v galeriji za slike in fotografije.

### Vhodna vrata
Udai Pol pri Džaleb čovku, Virendra Pol pri Džantar Mantarju in Tripolia (trije poli ali vrata) so tri glavna vstopna vrata mestne palače. Tripolska vrata so rezervirana za vstop kraljeve družine v palačo. Običajni ljudje in obiskovalci lahko vstopijo v kompleks mesta le skozi Udai Pol in Virendra Pol. Udai Pol vodijo do Sabha Nivas (Divan-e-Aam ali dvorana za javno avdienco) skozi niz tesnih zavojev. Virendra Pol vodijo do dvorišča Mubarak Mahal, ki je nato povezano s Sarvato Bhadro (Divan-e-Khas) preko Radžendra Pol. Prehodi so bili zgrajeni v različnih časih v 18., 19. in 20. stoletju in so bogato okrašeni v sodobnih arhitekturnih slogih, ki so prevladovali v tistem času.

### Sabha Nivas (Divan-e-Aam)
Divan-e-Aam, Sabha Nivas, oblikovan po vzoru mogulske dvorane za občinstvo, je dvorana za javno avdienco. Ima več zaobljenih lokov, ki jih podpirajo marmorni stebri, in lepo poslikan mavčni strop. Džalis na južnem koncu dvorane so ženske uporabljale za nadzor nad dogajanjem v dvorani in olajšale njihovo vključevanje v zunanji svet, medtem ko so sledile purdah.

### Sarvato Bhadra (Divan-e-Khas)
Sarvato Bhadra je edinstvena arhitekturna posebnost. Nenavadno ime se nanaša na obliko stavbe: Sarvato Bhadra je enonadstropna, kvadratna, odprta dvorana z zaprtimi prostori na štirih vogalih. Ena od uporab Sarvato Bhadra je bila kot Divan-e-Khas ali dvorana za zasebno avdienco, kar je pomenilo, da je vladar lahko imel dvor z uradniki in plemiči kraljestva v bolj zasebnem, intimnem prostoru kot v velikih prostorih kraljestva. Sabha Nivas na naslednjem dvorišču je bilo odprto za več ljudi. Je pa tudi ena najpomembnejših obrednih stavb v kompleksu in je še danes, saj predstavlja 'živo dediščino'. Zaradi svoje lege med javnimi površinami in zasebno rezidenco se je tradicionalno uporabljal za pomembne zasebne funkcije, kot so rituali kronanja maharadž iz Džaipurja.
Danes se še naprej uporablja za kraljevske festivale in praznovanja, kot je Dusšera. Med Gangaurjem in Teejem je podoba boginje postavljena v njen palankin na sredino dvorane, preden jo v procesiji nosijo po mestu. Med praznikom žetve Makar Sankranti so v središču razstavljeni papirnati zmaji, ki so pripadali maharadži Savai Ram Singhu II., ki je živel pred skoraj 150 leti, streha pa se uporablja za spuščanje zmajev. Uporablja se tudi za sodobnejša praznovanja, kot so zabave in poroke.
Tu sta na ogled dve ogromni posodi iz srebra št. 900, visoki 1,6 metra, vsaka s prostornino 4000 litrov in težo 340 kilogramov. Izdelani so bili iz 14.000 staljenih srebrnikov brez spajkanja. Držijo Guinnessov svetovni rekord kot največje posode iz čistega srebra na svetu. Ti posodi je posebej naročil maharadža Savai Madho Singh II., da so na svojem potovanju v Anglijo leta 1902 (za kronanje Edvarda VII.) prevažali vodo Gangesa za pitje. Zato so posode poimenovane Gangajalis (vodne žare iz Gangesa).

### Pritam Niwas Chowk
To je notranje dvorišče, ki omogoča dostop do Čandra Mahal. Tukaj so štiri majhna vrata (znana kot Ridhi Sidhi Pol), ki jih krasijo teme, ki predstavljajo štiri letne čase in hindujske bogove. Vrata so severovzhodna pavja vrata (z motivi pavov na vratih), ki predstavljajo jesen in posvečenega Višnuja; jugovzhodna lotosova vrata (z neprekinjenim vzorcem cvetov in cvetnih listov), ki kažejo na poletno sezono in so posvečena Šivi-Parvati; severozahodna zelena vrata, imenovana tudi vrata Leherija (kar pomeni 'valovi'), v zeleni barvi, ki nakazuje pomlad in posvečena Ganeši, in nazadnje, jugozahodna rožnata vrata s ponavljajočim se cvetličnim vzorcem, ki predstavlja zimsko sezono in posvečena boginji Devi.

### Chandra Mahal
Čandra Mahal je ena najstarejših stavb v kompleksu Mestne palače. Ima sedem nadstropij, število, ki ga radžputski vladarji štejejo za ugodno. Prvi dve nadstropji sestavljata Suk Nivas (hiša užitka), sledi Šobha Nivas z barvnim steklom, nato Čhavi Nivas z modrimi in belimi okraski. Zadnji dve nadstropji sta Šri Nivas in Mukut Mandir, ki je dobesedno kronski paviljon te palače. Mukut Mandir z bangaldarsko streho ima ves čas izobešen kraljevi prapor Džaipurja, kot tudi četrtino zastave (podčrtano Savai v naslovu), ko je maharadža v rezidenci.
Obstaja anekdota, ki se pripoveduje o »zastavi ena in četrt«, ki je simbolna zastava maharadž iz Džaipurja. Cesar Aurangzeb, ki se je udeležil poroke Džaija Singha, se je rokoval z mladim ženinom in mu zaželel vse najboljše v poroki. Ob tej priložnosti je Džai Singh dal cesarju nespoštljivo pripombo, da je zaradi načina, kako se je z njim rokoval, cesar dolžan zaščititi njega (Džai Singha) in njegovo kraljestvo. Aurangzeb, namesto da bi se ogorčeno odzval na šalo, je bil zadovoljen in je mlademu Džaiju Singhu podelil naziv 'Savai', kar pomeni 'ena in četrt'. Od takrat so maharadže svojim imenom vnaprej dodali ta naziv. Med bivanjem tam prav tako izobešajo eno in četrt veliko zastavo na svojih stavbah in palačah.
- Pogled na Čandra Mahal z dvorišča Pritam Nivas
- Pogled od blizu na zastavo Džaipurja na vrhu Mukut Mandirja
- Čhavi Nivas, modra soba
- Sobha Nivas, okrašena s steklenimi izdelki
- Čandra Mahal leta 1885 z vrta Džai Nivas

### Mubarak Mahal
Dvorišče Mubarak Mahal v mestni palači je bilo v celoti razvito šele leta 1900, ko je dvorni arhitekt tistega časa Lala Chiman Lal zgradil Mubarak Mahal v njegovem središču. Chiman Lal je sodeloval s Samuelom Swintonom Jacobom, državnim izvršnim inženirjem in prav tako zgradil Radžendra Pol približno v istem času kot Mubarak Mahal in ga slogovno dopolnjeval. Fasada Mubarak Mahala ima viseči balkon in je enaka na vseh štirih straneh, zapletena rezbarija v belem (andhi marmorju) in bež kamnu pa ji daje iluzijo nežnega dekupaža. Mubarak Mahal je bila zgrajena za sprejemanje tujih gostov, zdaj pa so v njem muzejske pisarne in knjižnica v prvem nadstropju ter galerija tekstila muzeja v pritličju.

### Urni stolp
Stolp z uro je stavba južno od Sabha Nivas. To je znak evropskega vpliva na radžputskem dvoru, saj je bila ura nameščena v že obstoječem stolpu leta 1873. Ura, kupljena pri Black and Murray & Co. iz Kalkute, je želela na sodišče vnesti malo viktorijanske učinkovitosti in točnosti. postopki.

## Galerije muzeja

### Sabha Nivas (dvorana občinstva)
To je glavna dvorana za občinstvo. Je velika soba z dvema prestoloma na sredini, nizom stolov naokoli, kot v okolju durbarja. Na stenah dvoran so slike velikega formata maharadž iz Džaipurja, velik picčvai (ozadje za svetišče), velike slike, ki prikazujejo pisan festival holi in par slik, ki prikazujeta pomlad in poletje (verjetno narejene v Dekanu). Na ogled so tudi vojaške medalje in polo trofeje, ki označujejo dosežke vladarjev. Soba je razkošno okrašena s freskami in lestenci. Sedanje zaprte oboke, na katerih visijo slike Holi ter portret pomladi in poletja, so pred kratkim zaprli. Fotografije iz obdobja vladavine Mana Singha II., prisotnega dvora, obiska lorda in lady Mountbatten se vrstijo po hodniku, ki vodi do dvorišča Sarvato Bhadra.

### Galerija tekstila
Ta galerija je v pritličju Mubarak Mahala. Na ogled so različne vrste tekstilij in tkanin, vključno z atmasukho maharadže Savai Madho Singha I., poročno jamo maharadže Savai Pratap Singha in nizom oblačil (angarakh), ki pripadajo maharadži Savai Ram Singh II. Ne smete zamuditi redke preproge iz pašmine, izdelane v Lahoreju ali Kašmirju okoli leta 1650. Ta galerija ima na ogled tudi Polo obleko in skodelice, ki so pripadale maharadži Savai Man Singhu II. in obleko za biljard maharadže Savai Man Singha II.

### Sileh Khana (Galerija orožja in oklepov)
Sileh khana prikazuje veliko orožja, ki so ga uporabljali Kačhvaha Radžputi iz Džaipurja in Amberja. Zbirka vsebuje meče zgodnjega 19. stoletja z različnimi okraski na ročaju, kot tudi rezilo meča ali Šamšir Šikargah. Po besedah Roberta Elgooda imata dva od takšnih razstavljenih kosov izklesane živali po dolžini rezila (koncept, pridobljen iz Evrope, ki omogoča večji učinek dekoracije), rezilo ima dvignjene figure, zgradbe, živali in ptice, vse poudarjeno z zlatom. Na ročaju in rezilih je resnično poškodovano zlato. Ti meči niso bili nikoli uporabljeni in so bili izdelani izključno za okrasne namene. Ročaji prikazanih kosov so različnih slogov in jih je mogoče natančno datirati v delavnico, ustanovljeno za maharadžo Savai Madho Singha II. (vladal 1880–1922).
Vrhunci zbirke so tulvar v lasti maharadže Ram Singh Dži II. (1835–80) (ime napisano na rezilu), ki je imel rezilo dolžine 54 cm – svetlo jeklo, enorobo rezilo khanda z ricasom, plitko osrednjo stran in lažni rob. Rezilo je na vrhu vtisnjeno s Trishulom ter je težje in krajše od običajnega, kar kaže na poseben namen. V galeriji je prikazan tudi tulvar, ki je pripadal maharadži Savai Madho Singhu II. (1912). Tulvarjev ročaj ima karirast oprijem in jeklene ročice z intarzijami s srebrnimi rožami.
Poleg tega je čudovito poslikan ščit z boginjo klana Šila Mata in prizori lova pripadal maharadži Savai Pratap Singhu in je izvrsten predmet zbirke ter predmet, ki ga morate videti. Etui ima tudi otroški turban iz kovine, ki posnema turban iz tkanine, in je edinstven izdelek.
Oddelek oklepov prikazuje čelade – Khud. Eden od njih je čelada iz politega jekla iz 16. stoletja, ki jo je redko najti. Čeladi je bil v zadnjih letih maharadže Savai Ram Singha II. (19. stoletje) dodan lažno damasciran okrasni trak. Vodeno jeklo je bilo izjemno drago in se je zato uporabljalo zelo varčno.

### Galerija slik in fotografij
Ena najnovejših galerij v muzeju maharadža Savai Man Singh II. je galerija slikarstva in fotografije, kjer so razstavljene slike in fotografije iz Džaipurja iz 18. in 19. stoletja. Ta galerija izpostavlja načine, kako so tradicionalne umetniške prakse preoblikovale politične in kulturne spremembe, sodobne tehnologije in novi materiali.
Umetnostni zgodovinarji so razdelili radžputsko slikarstvo, obliko slikarstva, ki se je razvila v 16. stoletju, na podlagi kraljestev, iz katerih so nastala: Marvar, Mevar in Dhundhar. Džaipur, glavno mesto kraljestva Dhundhar, je razvil svoj edinstven slog slikanja. Istočasno so umetniške izmenjave med mogulskimi in radžputskimi dvori privedle do razvoja novih hibridnih slikarskih slogov, ki so združili regionalno indijsko, mogulsko in perzijsko tradicijo. To je bilo še posebej razširjeno na dvorih kraljestev, ki so bila tesno povezana z mogulskim cesarskim dvorom, kot sta Amber in Džaipur.
Trenutno je v muzeju MSMS II. shranjenih približno 3000 slik, pri čemer niso vključene slike in rokopisi v zasebni zbirki kraljeve družine Džaipurja in v kapad-dvari. Sem spadajo originalne mogulske in dekanske slike, džaipurske kopije mogulskih slik, slike iz drugih radžputskih kraljestev, verske in posvetne slike, ilustrirani rokopisi, portreti v majhnem in velikem merilu, študije narave, kolaže iz papirja in drugi razni predmeti. Veliko teh je razstavljenih v galeriji Slikarstvo in fotografija. Ena najbolj osupljivih slik v zbirki je obsežna kompozicija umetnika Sahibrama Raas-lila. Slika temelji na ponovni uprizoritvi na dvoru, v kateri so nastopale samo ženske, tudi za vlogo Krišne.
Zbirka fotografij v muzeju je sestavljena iz približno 6050 fotografskih odtisov, 1941 negativov steklenih plošč in fotografske opreme. Ta zbirka sega od 1860-ih do 1950-ih in je edinstvena zaradi svoje povezanosti z maharadžo Savaijem Ram Singhom II., ki ni bil le zbiratelj in pokrovitelj, ampak tudi praktik fotografije.
Fotografski odtisi v zbirki so pretežno albuminski in srebrno želatinasti odtisi, tako na potiskanem kot razvitem papirju. Sestavljeni so iz portretov, pokrajin in arhitekturnih podob ter pogledov na indijsko podcelino uveljavljenih fotografov ali studiev, kot so Lala Deen Dayal, Jonston & Hoffman in Bourne & Shepherd.
Negativi steklenih plošč so predvsem delo maharadže Savaija Rama Singha II. ali njegovega studia – tasveerkhana – in so plošče z mokrim kolodijem, kar je bila prevladujoča tehnologija v uporabi od 1850-ih do 1880-ih. Večji del negativov v zbirki so portreti, vključujejo pa tudi številne pokrajine Džaipurja in Amberja ter umetniške predmete, kot so slike in ročaji mečev. Najbolj izrazit del zbirke je niz negativov mokrih plošč, ki dokumentira ženske Zenana in nam ponuja edinstven vpogled v mikrokozmos zenane.
Fotografska oprema v zbirki je pripadala maharadži Savai Ram Singhu II. in zdi se, da izvira iz 1860-ih. Vključuje opremo za fotoaparate in različne dodatke za vadbo postopka fotografiranja s kolodijem v mokri plošči.

## Galerija
- Ridhi Sidhi Pol iz Divan-i-Khasa
- Stolpna ura
- Oskrbnik na Radžendra Pol
- Loki in stebri
- Dvorišče
- Pavja vrata
- Divan-i Khas, dvorana privatne avdience
- Straže okoli Divan-i Khasa